# Serie A 1932/1933
Soutěžní ročník Serie A 1932/1933 byl 33. ročník nejvyšší italské fotbalové ligy a 4. ročník pod názvem Serie A. Konal se od 18. září 1932 do 29. června 1933. Soutěž vyhrál popáté ve své klubové kariéře a obhájce minulých dvou titulu Juventus.
Nejlepší střelec se stal italský hráč Felice Borel (Juventus), který vstřelil 29 branek.

## Události

### Před sezonou
Nováčci z druhé ligy se staly Padova a Palermo, které nahradily sestupující Brescii a Modenu. 
Juventus, jakož to obhájce titulu z minulých dvou sezon, se o velká jména neposílil. Svou první sezonu odehrál za Bianconeri 19letý mladík Borel, který vstřelil z 28 utkání 29 branek, což bylo nejvíce v sezoně. Klub Ambrosiana-Inter již rok vlastnil Ferdinando Pozzani a ten chtěl získat titul. Po roce přišel trenér Arpád Weisz (Bari), brankář Ceresoli (Atalanta) a střelec Levratto (Janov), po neúspěšné sezoně odešel Scarone (Palermo). Z Turína odešli 35letý Baloncieri (Comense) a 31letý Aliberti (Biellese), naopak přišel 19letý Busoni (Montevarchi), který vstřelil v první sezoně 18 branek. Z Pro Vercelli odešel 20letý Ferraris (do Neapole), z Milána odešli střelci Santagostino (Catanzarese) a Pastore (Lazio), místo nich přišel Mario Romani (SPAL) a z Janova odešel Banchero (Řím).

### Během sezony
Začátek sezony nevyšel Juventusu, který prohrál první a třetí zápas. Poté vyhrál devět zápasů za sebou a na konci roku byl již první s výhodou tří bodů před Neapolí, která devět kol vedla. Do konce sezony si klub vedení pohlídal a třetí titul v řadě získal o osm bodů před Ambrosianou, která se dostala před třetí Boloňu a Neapolí, ti ztráceli na mistra dvanáct bodů.
V zóně sestupu zůstávaly po celou sezonu tři kluby: Bari, Pro Patria a Casale. Pro Patria, která měla v posledním kole jasný sestup, hrála doma s Bari, který v případě výhry, by se zachránil a místo nich by sestoupilo Casale. Utkání skončilo vítězstvím domácích a sestoupilo Bari.

## Účastníci
| Klub             | Město             | Stadion                                   | Trenér                                        | Nejlepší střelec                    |
| ---------------- | ----------------- | ----------------------------------------- | --------------------------------------------- | ----------------------------------- |
| Alessandria      | Alessandria       | Campo del Littorio                        | Ferenc Molnár (1.–12. kolo) Heinrich Bachmann | Renato Cattaneo (10)                |
| Ambrosiana-Inter | Milán             | Arena Civica                              | Árpád Weisz                                   | Giuseppe Meazza (20)                |
| Bari             | Bari              | Campo degli Sports                        | Ernő Erbstein (1.–6. kolo) János Baar         | Alfredo Marchionneschi (8)          |
| Boloňa           | Boloňa            | Stadio del Littoriale                     | József Nagy (1.–25. kolo) Achille Gama        | Angelo Schiavio (28)                |
| Casale           | Casale Monferrato | Stadio Natale Palli                       | Angelo Mattea (1.–21. kolo) Secondo Siviardo  | Mario Celoria (11)                  |
| Fiorentina       | Florencie         | Stadio Giovanni Berta                     | Hermann Felsner                               | Pedro Petrone (12)                  |
| Janov            | Janov             | Campo Sportivo Genova 1893 Luigi Ferraris | Karl Rumbold                                  | Juan Spósito (15)                   |
| Juventus         | Turín             | Stadio di corso Marsiglia                 | Carlo Carcano                                 | Felice Borel (29)                   |
| Lazio            | Řím               | Stadio Nazionale                          | Karl Stürmer                                  | João Fantoni (10)                   |
| Milán            | Milán             | Campo San Siro                            | József Bánás                                  | Mario Romani (19)                   |
| Neapol           | Neapol            | Stadio Giorgio Ascarelli                  | William Garbutt                               | Antonio Vojak (22)                  |
| Padova           | Padova            | Stadio Silvio Appiani                     | János Vanicsek                                | Gioacchino Bettini Aldo Spivach (9) |
| Palermo          | Palermo           | Stadio del Littorio                       | Gyula Feldmann                                | Giovanni Chiecchi (8)               |
| Pro Patria       | Busto Arsizio     | Stadium                                   | Leopoldo Conti                                | Italo Rossi (10)                    |
| Pro Vercelli     | Vercelli          | Stadio Leonida Robbiano                   | Guido Ara                                     | Silvio Piola (11)                   |
| Řím              | Řím               | Campo Testaccio                           | János Baar (1.–6. kolo) Lajos Kovács          | Raffaele Costantino (15)            |
| Turín            | Turín             | Stadio Filadelfia                         | Franz Hänsel (1.–28. kolo) Augusto Rangone    | Giovanni Busoni (18)                |
| Triestina        | Terst             | Campo del Littorio                        | Mario Grassi (1.–4. kolo) Károly Csapkay      | Carlo Rosa (9)                      |

## Tabulka
| Poř. | Tým              | Z  | V  | R  | P  | VG | OG | B  |
| ---- | ---------------- | -- | -- | -- | -- | -- | -- | -- |
| 1.   | Juventus         | 34 | 25 | 4  | 5  | 83 | 23 | 54 |
| 2.   | Ambrosiana-Inter | 34 | 19 | 8  | 7  | 80 | 53 | 46 |
| 3.   | Boloňa           | 34 | 15 | 12 | 7  | 69 | 33 | 42 |
| 4.   | Neapol           | 34 | 18 | 6  | 10 | 64 | 38 | 42 |
| 5.   | Řím              | 34 | 14 | 11 | 9  | 58 | 35 | 39 |
| 6.   | Fiorentina       | 34 | 16 | 7  | 11 | 48 | 38 | 39 |
| 7.   | Turín            | 34 | 14 | 8  | 12 | 65 | 54 | 36 |
| 8.   | Janov            | 34 | 13 | 8  | 13 | 58 | 60 | 34 |
| 9.   | Triestina        | 34 | 14 | 6  | 14 | 41 | 56 | 34 |
| 10.  | Lazio            | 34 | 12 | 9  | 13 | 42 | 44 | 33 |
| 11.  | Milán            | 34 | 11 | 10 | 13 | 57 | 62 | 32 |
| 12.  | Pro Vercelli     | 34 | 13 | 3  | 18 | 42 | 58 | 29 |
| 13.  | Palermo          | 34 | 11 | 7  | 16 | 28 | 58 | 29 |
| 14.  | Padova           | 34 | 8  | 12 | 14 | 43 | 55 | 28 |
| 15.  | Alessandria      | 34 | 10 | 8  | 16 | 42 | 60 | 28 |
| 16.  | Casale           | 34 | 9  | 6  | 19 | 35 | 75 | 24 |
| 17.  | Bari             | 34 | 8  | 6  | 20 | 40 | 68 | 22 |
| 18.  | Pro Patria       | 34 | 8  | 5  | 21 | 46 | 71 | 21 |

Poznámky
- Z = Odehrané zápasy; V = Vítězství; R = Remízy; P = Prohry; VG = Vstřelené góly; OG = Obdržené góly; B = Body
- za výhru 2 body, za remízu 1 bod, za prohru 0 bodů.
- při rovnosti bodů rozhodovalo skóre

|  | Mistr ligy + kvalifikoval se na Středoevropský pohár 1933 |
|  | Kvalifikoval se na Středoevropský pohár 1933              |
|  | Sestup do Serie B                                         |

Poznámky
- Z = Odehrané zápasy; V = Vítězství; R = Remízy; P = Prohry; VG = Vstřelené góly; OG = Obdržené góly; B = Body
- za výhru 2 body, za remízu 1 bod, za prohru 0 bodů.
- při rovnosti bodů rozhodoval rozdíl mezi vstřelených a obdržených branek.

## Statistiky

### Výsledková tabulka
|              | Alessandria | Ambrosiana | Bari | Boloňa | Casale | Fiorentina | Janov | Juventus | Lazio | Milán | Neapol | Padova | Palermo | Pro Patria | Pro Vercelli | Řím | Turín | Triestina |
| ------------ | ----------- | ---------- | ---- | ------ | ------ | ---------- | ----- | -------- | ----- | ----- | ------ | ------ | ------- | ---------- | ------------ | --- | ----- | --------- |
| Alessandria  | –           | 2:3        | 1:0  | 2:0    | 1:1    | 0:3        | 3:1   | 3:2      | 0:1   | 0:2   | 3:2    | 4:1    | 0:0     | 1:0        | 0:0          | 2:2 | 1:1   | 4:1       |
| Ambrosiana   | 1:0         | –          | 5:1  | 1:1    | 4:2    | 3:1        | 0:2   | 2:2      | 1:2   | 5:4   | 3:5    | 3:2    | 5:1     | 6:2        | 3:0          | 3:2 | 5:1   | 2:1       |
| Bari         | 1:2         | 2:3        | -    | 1:1    | 3:3    | 1:0        | 4:2   | 0:4      | 2:3   | 2:2   | 2:4    | 1:0    | 1:1     | 2:0        | 2:0          | 0:2 | 3:1   | 2:1       |
| Boloňa       | 4:0         | 2:1        | 3:0  | –      | 7:0    | 1:1        | 0:0   | 1:2      | 4:1   | 2:2   | 3:1    | 1:0    | 3:0     | 6:1        | 2:0          | 2:2 | 1:1   | 5:0       |
| Casale       | 0:0         | 2:2        | 5:1  | 3:4    | –      | 1:0        | 2:3   | 1:2      | 1:0   | 0:0   | 1:0    | 1:0    | 2:1     | 3:2        | 0:1          | 1:1 | 1:0   | 2:0       |
| Fiorentina   | 3:1         | 0:0        | 1:0  | 1:0    | 3:0    | –          | 2:0   | 1:0      | 3:1   | 5:1   | 1:0    | 2:2    | 1:0     | 1:0        | 2:0          | 0:0 | 0:1   | 0:1       |
| Janov        | 2:3         | 2:2        | 3:1  | 1:0    | 2:0    | 2:4        | –     | 3:2      | 2:1   | 2:2   | 2:2    | 1:1    | 7:2     | 1:1        | 0:2          | 2:1 | 2:0   | 4:0       |
| Juventus     | 3:0         | 3:0        | 2:0  | 2:2    | 6:0    | 5:0        | 4:1   | –        | 4:0   | 3:0   | 3:0    | 3:1    | 5:0     | 2:0        | 4:2          | 1:0 | 2:1   | 6:1       |
| Lazio        | 6:0         | 0:0        | 0:0  | 0:2    | 1:0    | 0:0        | 0:0   | 1:0      | –     | 2:0   | 0:1    | 4:0    | 1:1     | 2:1        | 2:1          | 2:1 | 0:0   | 1:2       |
| Milán        | 3:3         | 1:3        | 2:0  | 0:3    | 3:0    | 2:2        | 4:2   | 1:1      | 0:0   | –     | 0:3    | 6:2    | 2:1     | 5:0        | 2:1          | 2:1 | 4:3   | 2:2       |
| Neapol       | 4:1         | 3:0        | 2:0  | 2:1    | 4:0    | 2:1        | 3:0   | 1:0      | 3:1   | 0:1   | –      | 1:1    | 5:0     | 2:1        | 3:0          | 1:2 | 1:1   | 2:0       |
| Padova       | 2:1         | 1:1        | 1:2  | 0:0    | 2:1    | 1:1        | 3:0   | 1:1      | 1:1   | 2:1   | 2:2    | –      | 3:0     | 4:1        | 2:1          | 1:1 | 3:1   | 0:1       |
| Palermo      | 1:1         | 0:2        | 1:0  | 0:0    | 1:0    | 1:3        | 1:1   | 0:2      | 2:1   | 1:0   | 1:0    | 3:0    | –       | 2:1        | 1:1          | 0:2 | 1:0   | 1:0       |
| Pro Patria   | 2:1         | 0:0        | 2:1  | 3:3    | 5:1    | 1:2        | 3:4   | 0:2      | 2:3   | 3:1   | 2:0    | 1:0    | 2:3     | –          | 1:0          | 1:3 | 1:1   | 1:2       |
| Pro Vercelli | 3:2         | 2:4        | 4:2  | 1:3    | 2:1    | 1:0        | 1:0   | 0:2      | 1:1   | 2:1   | 2:1    | 3:1    | 2:0     | 0:2        | –            | 3:1 | 2:3   | 3:2       |
| Řím          | 1:0         | 0:1        | 1:0  | 0:0    | 2:0    | 4:2        | 1:3   | 0:1      | 3:1   | 4:0   | 1:1    | 1:1    | 3:0     | 1:1        | 2:0          | –   | 7:1   | 4:0       |
| Turín        | 3:0         | 3:2        | 6:3  | 3:2    | 9:0    | 3:2        | 3:0   | 0:1      | 4:2   | 0:0   | 0:1    | 4:2    | 0:1     | 3:1        | 4:0          | 1:1 | –     | 1:0       |
| Triestina    | 1:0         | 1:4        | 0:0  | 1:0    | 3:0    | 3:0        | 2:1   | 0:1      | 2:1   | 2:1   | 2:2    | 0:0    | 2:0     | 3:2        | 2:1          | 1:1 | 2:2   | –         |

### Střelecká listina

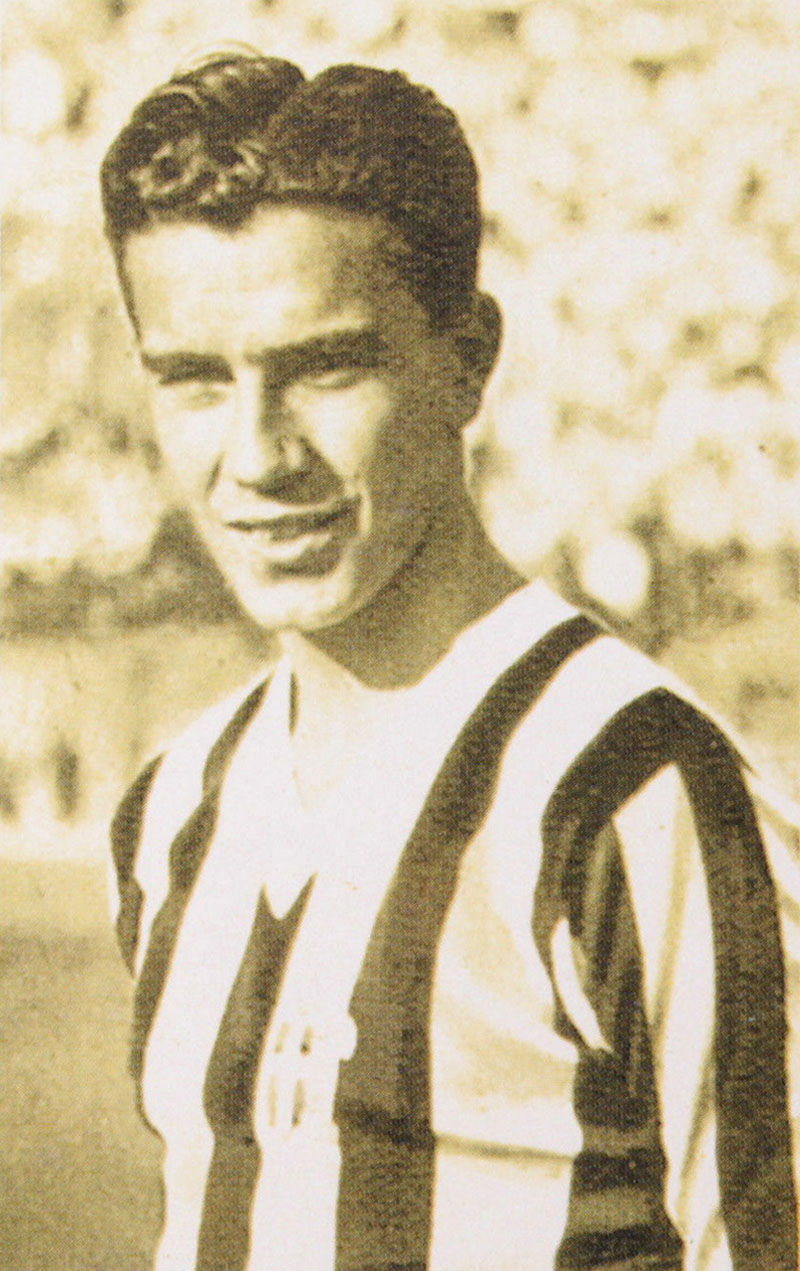
Felice Borel, nejlepší střelec sezony

| Pořadí | Jméno                    | Klub             | Branky |
| ------ | ------------------------ | ---------------- | ------ |
| 1.     | Felice Borel             | Juventus         | 29     |
| 2.     | Angelo Schiavio          | Boloňa           | 28     |
| 3.     | Antonio Vojak            | Neapol           | 22     |
| 4.     | Giuseppe Meazza          | Ambrosiana-Inter | 20     |
| 5.     | Virgilio Felice Levratto | Ambrosiana-Inter | 19     |
| 5.     | Mario Romani             | Milán            | 19     |
| 5.     | Attila Sallustro         | Neapol           | 19     |
| 8.     | Giovanni Busoni          | Turín            | 18     |
| 9.     | Raffaele Costantino      | Řím              | 15     |
| 9.     | Juan Spósito             | Janov            | 15     |
| 9.     | Gino Rossetti            | Turín            | 15     |

## Vítěz
| Serie A Vítěz pro rok 1932/33 |
| ----------------------------- |
| Juventus FC                   |
|                               |